# Museo musicale d'Abruzzo e Archivio Francesco Paolo Tosti
Il museo musicale d'Abruzzo e archivio Francesco Paolo Tosti è ospitato presso l'Istituto Nazionale Tostiano di Ortona, in provincia di Chieti.

## Storia
L'Istituto Nazionale Tostiano è stato costituito ad Ortona nel 1983, presso lo storico palazzo Corvo (ex convento agostiniano), dal Consiglio Comunale per la divulgazione della vita e delle opere del compositore Francesco Paolo Tosti, nato ad Ortona il 9 aprile 1846 e scomparso a Roma il 2 dicembre 1916.
Questo mandato si svolge in collaborazione con istituzioni di cultura, editoria ed organizzazioni musicali internazionali tramite un'attività musicale editoriale e discografica, corsi di perfezionamento e mostre, seminari, convegni e concorsi.
Il 9 aprile 1994 fu inaugurato il Museo Musicale d'Abruzzo (con l'annesso Archivio “Francesco Paolo Tosti”) e l'istituto è stato poi riconosciuto istituto culturale di rilevanza nazionale nel 2009 ai sensi della L. 534/96 (DM 17/11/2009-G.U. n.294 18/12/2009).
Dal 1997 il palazzo ospita anche l'Archivio musicale "Guido Albanese", dedicato al celebre compositore ortonese, parente del Tosti, protagonista dei festival folkloristici della Maggiolata abruzzese sin dal 1920, nel 1922 con il poeta Luigi Dommarco creò la famosa canzone "Vola vola vola". L'archivio conserva molti manoscritti, diverse canzoni composte dall'Albanese, e non ancora incise, e cartelli e lettere del musicista.

## Collezioni
Il museo è ospitato nel palazzo rinascimentale Corvo ad Ortona, situato nel quartiere storico di Terravecchia, ex convento poi passato ai baroni Corvo e successivamente ristrutturato dal Comune di Ortona.
La collezione si basa sul ricco patrimonio di oggetti e documenti legati alla figura di Tosti ed altri artisti, come fotografie, lettere, manoscritti, partiture, libri e oggetti personali.
In particolare il Museo è organizzato in tre sezioni.
La prima è la sezione musicisti, con donazioni provenienti dai fondi Tosti, Giuseppe De Luca, Guido Albanese, Vincenzo Forchetti e Tommaso Ranalli. La seconda è la sezione organologica, con un'esposizione di strumenti classici ed extraeuropei.
La terza è la sezione iconografica, con un'esposizione di lavori dei partecipanti al Concorso Internazionale di ex musicis, indetto nel 1997 ad Ortona nell'ambito della Mostra Biennale "Liuteria nel Mezzogiorno".
Palazzo Corvo ospita anche la Biblioteca Musicale Abruzzese, con pubblicazioni e documenti multimediali di argomento musicale.